# Sawusee

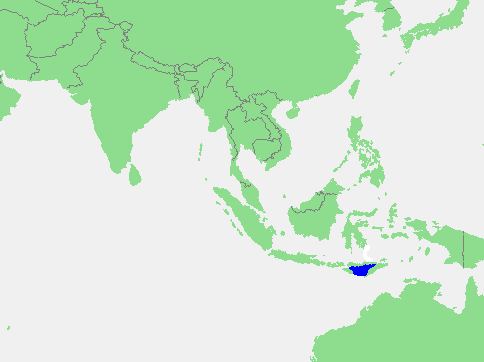
Lage der Sawusee in Südostasien

Die Sawusee (Savusee) ist ein kleines Randmeer des Pazifischen Ozeans.

## Geographie

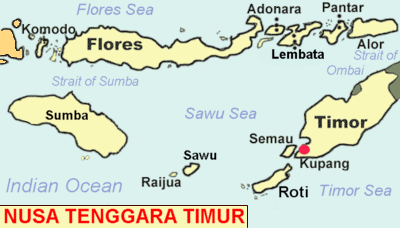
Inseln der Sawusee

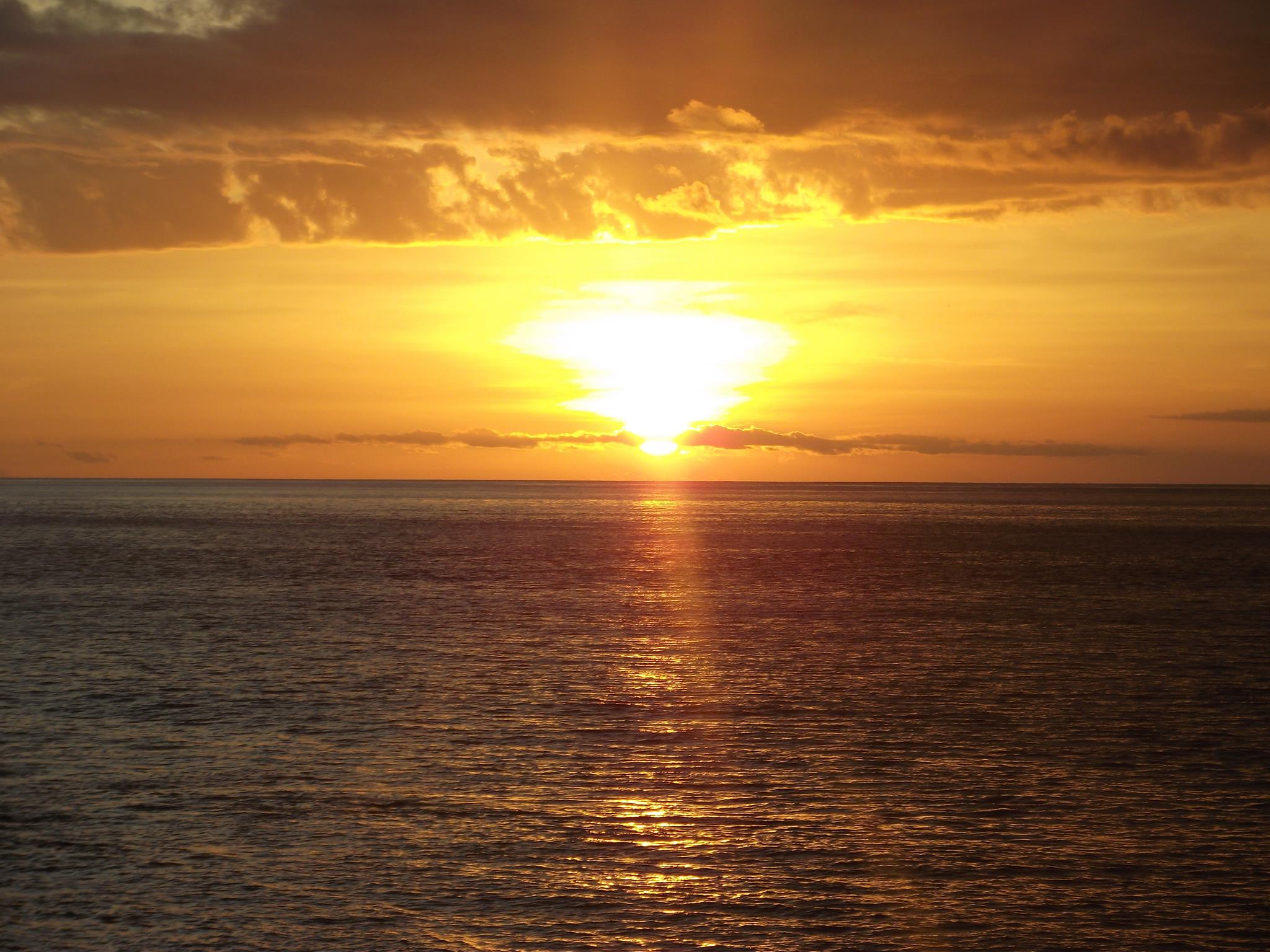
Die Sawusee bei Oe-Cusse Ambeno, Osttimor

Die Sawusee liegt zwischen den zu Indonesien und Osttimor gehörenden Kleinen Sundainseln. Von Westen nach Osten dehnt sie sich etwa 600 Kilometer aus, von Norden nach Süden etwa 200 Kilometer. Im Westen und Süden geht die Sawusee in den Indischen Ozean über, im Norden in die Floressee, im Nordosten in die Bandasee und im Südosten die Timorsee. Die Sawusee bildet die Südwestecke des Korallendreiecks und hier mit den Straßen von Ombai und Wetar das nördlich der Insel Timor gelegene Frauenmeer (Tasi Feto).
Eingerahmt wird die Sawusee von den Inseln Flores im Norden, Timor im Osten, den Sawuinseln mit Sawu im Süden und Sumba im Westen. Die größte Stadt an der Sawusee ist das indonesische Kupang auf der Insel Timor mit 335.000 Einwohnern.
Die Sawusee ist bis zu 3500 Meter tief. 